# Хабис
Хабис (на латински: Habis) е легендарен цар на Тартес.
Хабис е известен със законодателната си дейност, въвеждайки закони в стихоплетна форма. Страбон говори за „шест хиляди стиха“ , най-вероятно изписани на турдетанска писменост.
Според Юстин Хабис провежда важни социални реформи, разделяйки обществото на „хора, разпределени между седем града“ и забранява дълговото робство, което повсеместно съществува в древността.  По времето на Хабис започва развъждането на испанските говеда, развива се и рационалното земеделие.